# Эпоха Античности на территории Румынии
Античность на территории Румынии охватывает период от основания греческих колоний в сегодняшней Добрудже и до ухода римлян из провинции «Дакия Траяна». Самые ранние записи истории регионов, на территории которых впоследствии сформировалась Румыния, были сделаны после основания трёх греческих городов — Гистрии, Томиса и Галатиса — на берегу Чёрного моря в VII-м и VI-м вв. до н. э. Они превратились в важные центры торговли и имели тесные контакты с местным населением. Позже они были описаны Геродотом, который упомянул гетов в нижнейдунайском регионе, агафирсов Трансильвании и сиганнов Кришаны.
Археологические раскопки подтвердили, что кельты доминировали в Трансильвании с сер. V-го до конца III-го вв. до н. э. Бастарны — воинственное германское племя — поселились в регионах к востоку от Карпатских гор около 200 г. до н. э.. Столкновения между местными племенами и Римской империей начались в конце I-го в. до н. э. Среди первых, даки — которые имели очень тесные контакты с гетами — возвысились под предводительством царя Буребисты (80-44 гг. до н. э.). Он объединил племена, проживающие между средним Дунаем, северными Карпатами, Днестром и Балканскими горами в сильное, но недолговечное царство, которое распалась по крайней мере на четыре части после его смерти. Обширные территории к северу от нижнего Дуная — земли между Тисой, северными Карпатами, Днестром и Нижним Дунаем — были опять объединены на менее чем два десятилетия царём Децебалом Дакским (87-106 гг.).
Современная Добруджа — территория между нижним Дунаем и Чёрным морем — была первой исторической областью Румынии, которая вошла в состав Римской империи. Область была завоёвана и присоединена к римской провинции Мёзия между 46 и 79 гг. Римляне также оккупировали Банат, Олтению и Трансильванию после поражения Децебала и распада царства в 106 г. Три области сформировали римскую провинцию Дакия. Новая провинция была окружена «варварскими» племенами, включая костобоков, языгов и роксоланов. Новые германские племена — буры и вандалы — поселились рядом с провинцией Дакия в течение маркоманской войны во второй половине II-го в.

## Фракийцы
Древнейшие упоминания о фракийцах появляются в поэмах Гомера (главным образом в «Илиаде»), созданных в VIII в. до н. э. В конце бронзового века из северных припонтийских степей на территорию будущей Дакии проникли племена — носители культуры Нова (распространённой в Молдавии и Трансильвании) и культуры Кослоджени (известной в Добрудже и Мунтении), занимавшиеся скотоводством. Обе эти культуры, отделившиеся от культурного блока Сабатиновка (характерного для Северного Причерноморья), развивались вплоть до начала железного века. В конце эпохи бронзы и в начале эпохи железа фракийская общность уже оформилась, и в ней четко выделился ряд этнолингвистических групп.

### Северобалканские фракийцы в раннем железном веке
Вторая часть железного века (называемая иногда гальштатской эпохой) начинается после 1200 г. до н. э. Некоторые исследователи считают, что приблизительно до 800 г. до н. э. речь можно вести о переходном периоде к ранней стадии железного века или даже о продолжении эпохи бронзы, поскольку изделий из железа, относящихся к этому времени, найдено очень мало. Несмотря на это, эволюция культур, характерных для данного периода, говорит о значительных изменениях, которые произошли в организации и расселении больших групп населения. Поэтому о времени между 1200—1150 гг. и 800 г. до н. э. можно говорить как о самой ранней стадии железного века.
Для культуры начального периода железного века характерны два типа изделий. Первый — это чёрные отполированные сосуды с нарезным орнаментом, типичные для северных областей. Второй — керамические изделия с тисненым орнаментом, традиционные для южных местностей. Комплекс культуры резной керамики (культура Гава-Голигради) возник в зоне верхнего течения Тисы под влиянием ряда культур периода поздней бронзы, существовавших в зоне Карпат. (По-видимому, серьёзное воздействие оказал ареал культуры курганных погребений, а затем культура
полей погребальных урн.) Культуры, характеризующиеся керамическими изделиями с нарезным и тисненым орнаментом (культура Бабадаг, группы культур Инсула-Банулуй Козиа-Брад), были распространены в северодунайских местностях (к югу и востоку от Карпат), а также к югу от Дуная, в Добрудже и на территории нынешней Болгарии. Керамические сосуды, типичные для этого ареала, обнаружены даже в Малой Азии, например в Трое.
Некоторые исследователи отмечают, что оба типа изделий могут быть связаны с фракийскими племенами. Единообразие материалов и форм даже наводит исследователей на мысль, что носителями культуры резной керамики в северных местностях были предки даков, а культура керамики с тисненым орнаментом принадлежала гетам и мёзам. Если учитывать ареал этих культур (на которые накладываются этнические реалии, задокументированные позднее), то эта гипотеза представляется правдоподобной.
Вышеупомянутые культуры развивались в некоторых районах и на среднем этапе раннего железного века (800—600 гг. до н. э.). Наиболее характерным явлением этого периода было распространение культуры Басарабь в Воеводине и Банате, в Мунтении, на юге Молдавии, в бассейне реки Муреш и в местностях к югу от Дуная. Культура Басарабь утвердилась на обширной территории, что обусловило определённое единообразие материальной
культуры и интенсивное общение между племенами, проживавшими в этих местах. Это привело, по всей вероятности, к появлению
общего гето-дакийского языка, что подтверждается более поздними письменными источниками.
Поселения племен носителей культуры Басарабь располагались вдоль течения рек; большинство этих поселений были сельского типа. В исторических документах отмечен и ряд укреплённых посёлков, например, в районе Попешти, Пояны и Теляка. В Трансильвании отмечается симбиоз между элементами, характерными для культуры Басарабь, и более древними элементами.

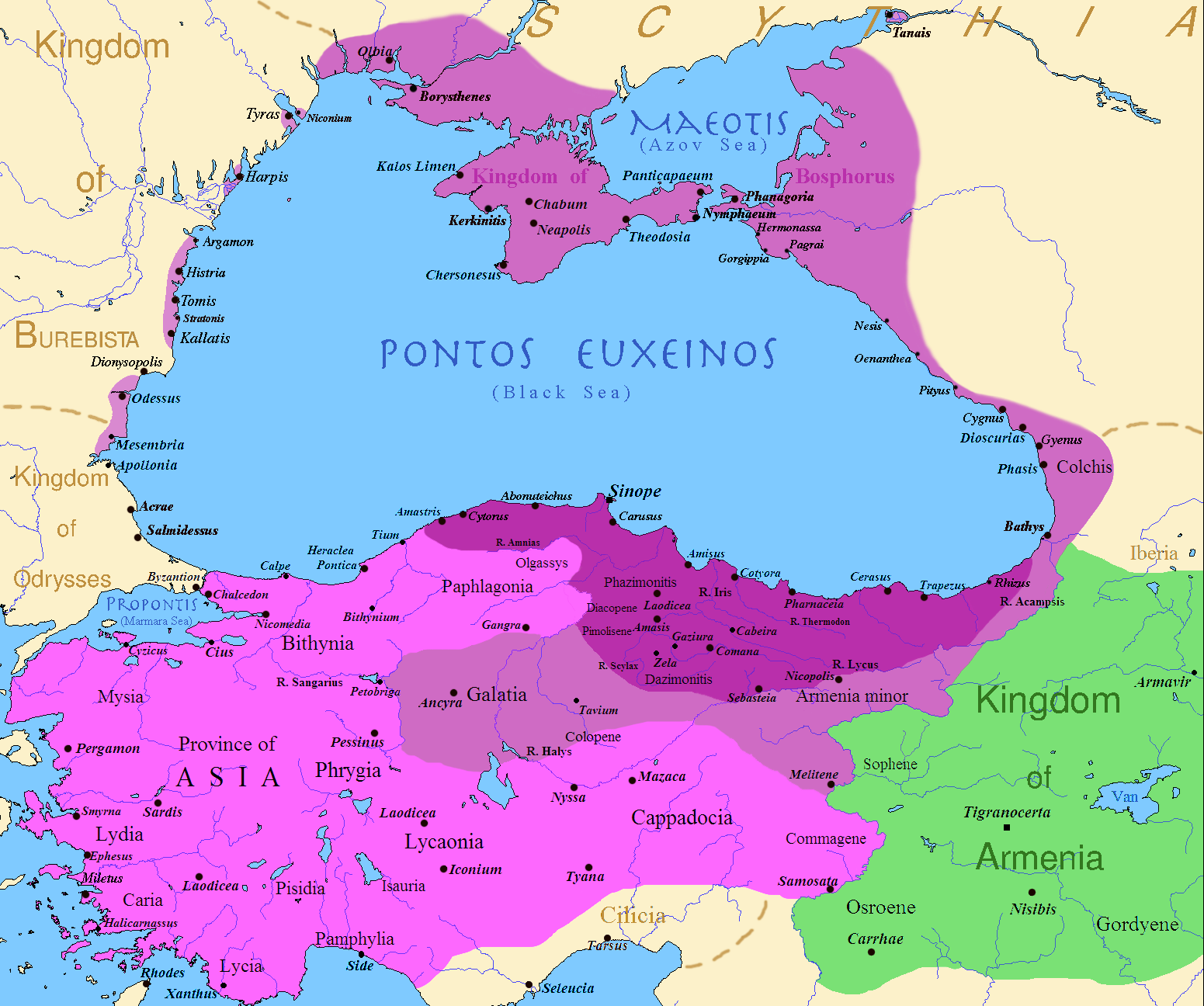
Расширение Понтийского царства во время правления Митридата VI (120—63 гг. до н. э.):
__ — царство перед его правлением
__ — после его завоеваний
__ — его завоевания в Первой Митридатовой войны (89—85 гг. до н. э.)

В последней фазе раннего железного века (между 600 и 450—400 гг. до н. э.) наблюдается выделение отдельных регионов, что объясняется, в частности, проникновением в них новых этнических групп. В то же время приблизительно в середине VII в. до н. э., а затем в течение следующего столетия вдоль северного и западного побережья Чёрного моря были основаны греческие города-колонии, главными из которых были Гистрия, Ольвия и Аполлония. Этот факт определил взаимные экономические, политические и культурные влияния и связи всех фракийских племен карпато-дунайской зоны, сохранявшиеся на протяжении многих веков.
Сообщая о Трансильвании Геродот упоминает о скифах-агафирсах, живших в долине Муреша. В ходе археологических раскопок были обнаружены следы этих племен, пришедших в Межкарпатье в начале VI в. до н. э. Речь идёт о многочисленных могильниках и об отдельных находках в захоронениях (Чумбруд, Тею, Блаж, Аюд и др.), где среди погребального инвентаря обнаружены предметы, характерные для культуры скифов. В основном это оружие и детали конской упряжи, а также украшения и керамические сосуды. Некоторые предметы инвентаря (керамика и украшения) имели местное происхождение, поскольку новые пришельцы переняли искусство их изготовления у коренного населения. Можно предположить, что скифы в Трансильвании были племенами воителей, подчинивших своей власти местное население, однако культурное и бытовое влияние было взаимным. Агафирсы постепенно исчезли в течение V в. до н. э. В могильнике у местечка Бэица, датируемом серединой этого века, в большинстве погребений был захоронен пепел, хотя предметы, найденные возле урн (погребальный инвентарь), характерны для скифов-агафирсов. Это подтверждает тот факт, что процесс ассимиляции скифов шёл довольно активно. Что касается периода между 450 и 350 гг. до н. э., то у нас нет ни литературных, ни археологических свидетельств об этнических общностях Трансильвании этого времени. Однако можно предположить существование групп местного населения, находившихся под влиянием иллирийцев. В частности, об этом говорят некоторые находки в Окна-Муреше, такие, как бронзовый шлем греко-иллирийского типа. В конце IV в. до н. э. пришедшие сюда кельты встретились с местными племенами (вполне возможно, дакийскими) и переняли у них некоторые специфические формы керамических изделий.
В северной части Балканского полуострова расселились одрисы, трибаллы и геты. Одрисы жили к югу от Балканского хребта, в среднем и нижнем течении реки Марицы. Территория трибаллов простиралась вдоль Дуная, между реками Искэр (на востоке) и Сербская Морава (на западе). И наконец, к северу от Балканских гор, по обоим берегам Дуная, если верить античным источникам, расселились геты, с которыми на западе соседствовали трибаллы, а на юге — одрисы.

## Геты (V—III вв. до н. э.)

### Македоняне на Нижнем Дунае
После падения Одрисского царства нижнедунайские геты попали под власть македонских царей. Как преемник одрисских правителей, Филипп II занялся восстановлением власти над северными границами бывших одрисских владений вдоль Дуная. С этой целью в 339 году до н. э. он предпринял поход на северо-восток Фракии и одержал победу над Атеем, царем скифов, поселившихся в этой области. Когда македоняне возвращались из похода, на них напали трибаллы (будучи прекрасными воинами, они ранее не подчинились даже одрисам); Филипп II был тяжело ранен.
Положение исправил наследник Филиппа — Александр Великий. Готовясь к походу на восток, Александр должен был прежде всего обеспечить стабильность и мир в северных владениях своего царства. Для этого в 335 году до н. э. он предпринял поход против трибаллов, которых преследовал до Дуная, а затем прошёл вниз по течению до Железных Ворот и устья Моравы. Трибаллы под предводительством царя Сирма укрепились на одном из островов посреди Дуная, причём с левого берега их поддержали геты. Это побудило Александра совершить однодневный карательный набег на гетов, живших к северу от Дуная. Несмотря на то что македонский царь не одержал над ними решительной победы, геты отступили ещё дальше на север, а македоняне сожгли их «город». Это нашествие оказало на местные народы настолько сильное психологическое воздействие, что они в конце концов признали власть Македонского царства.
Племена Нижнего Подунавья, в том числе и геты, ставшие вассалами македонских царей, получили автономию, что позволило некоторым местным царькам, например Дромихету, ненадолго утвердиться на политической сцене Северных Балкан. После смерти Александра Великого и раздела огромной империи между диадохами «Фракия и народы, жившие у Понтийского моря» отошли Лисимаху, впоследствии провозгласившему себя царем. Одрисы под предводительством Севта III подняли мятеж против нового правителя, которому так и не удалось окончательно покорить их. Лисимаху дважды, около 300 года до н. э. и в 292 году до н. э., пришлось воевать с царем гетов Дромихетом, который оба раза одержал победу, причём в последнем сражении сам Лисимах попал в плен. Неизвестно, чтр стало причиной конфликта. Вероятно, власть царя гетов распространялась на территории по обоим берегам Дуная, а Лисимах хотел утвердить свою власть над всеми землями к югу от этой реки. Мир, заключённый между Дромихетом и Лисимахом, обязывал последнего покинуть покоренные ранее владения гетов, находившиеся, по всей вероятности, к югу от Дуная. Вполне возможно, что царство Дромихета располагалось в Мунтении и на северо-востоке сегодняшней Болгарии.
Дальнейшая судьба этого царства неизвестна. Археологические находки говорят о существовании в течение всего III века до н. э. (особенно в первой его половине) процветающей цивилизации на всей территории между Дунаем и Карпатами.

### Геты и греческие города на побережье Чёрного моря

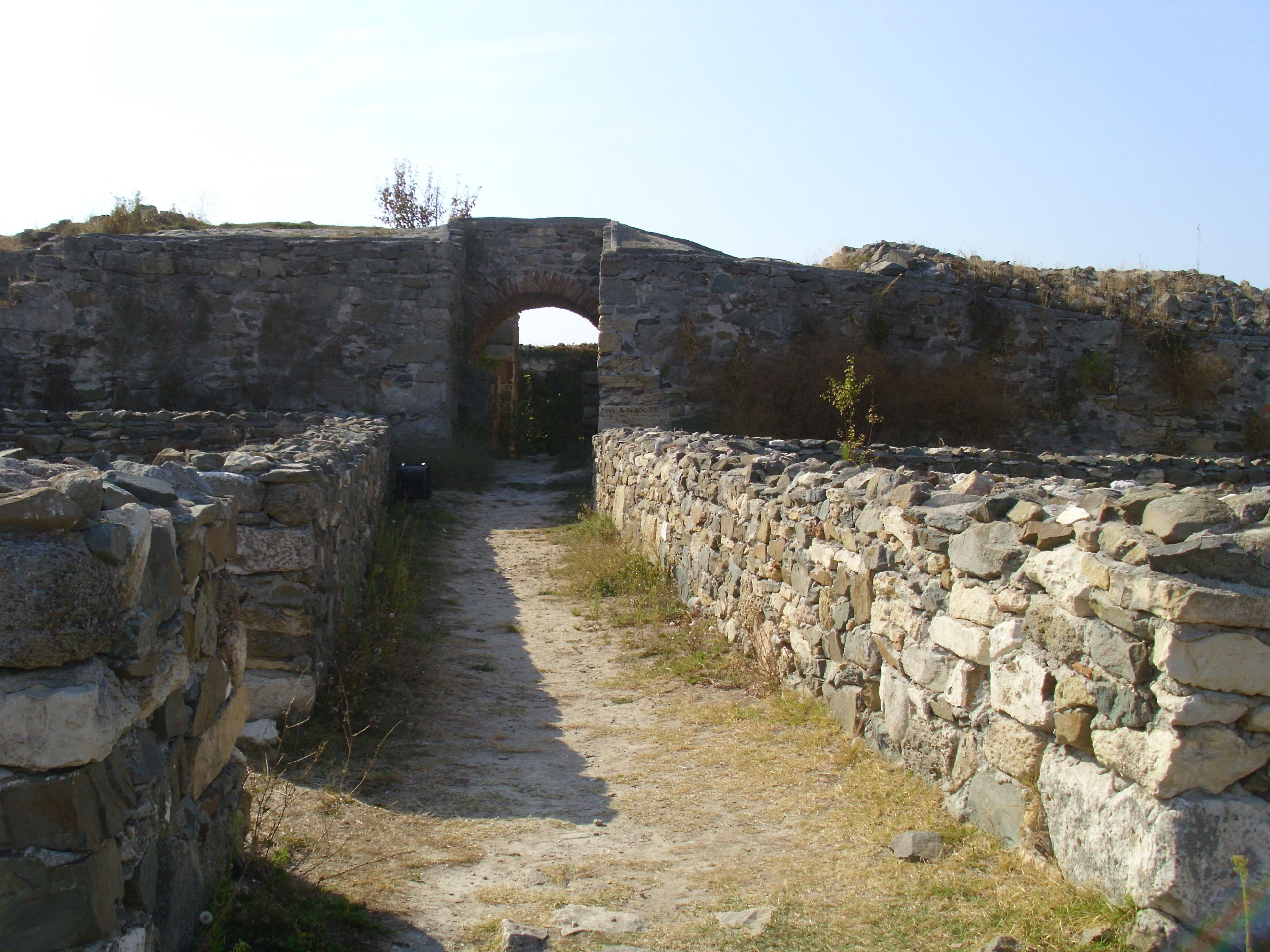
Руины стен Гистрии

Греческие колонисты, поселившиеся на западном берегу Чёрного моря ещё в VII в. до н. э., нередко сталкивались с враждебностью местного населения. В III—II вв. до н. э. сельские округи некоторых городов периодически подвергались набегам варваров. Нестабильная ситуация была разрешена переходом городов под «протекцию», предложенную некоторыми местными царьками. Найденный в Истрии декрет, датируемый III в. до н. э., упоминает Залмодегикоса, властелина гетов на севере Добруджи (возможно, бывшего правителем и на левом берегу Дуная), который силой установил суровый протекторат над городом. Мир и защиту греки обеспечивали регулярными денежными выплатами местным правителям. Подобную систему применяли в тот же период и кельты из Тилиса (на юго-востоке нынешней Болгарии), установившие власть над греками Византия.

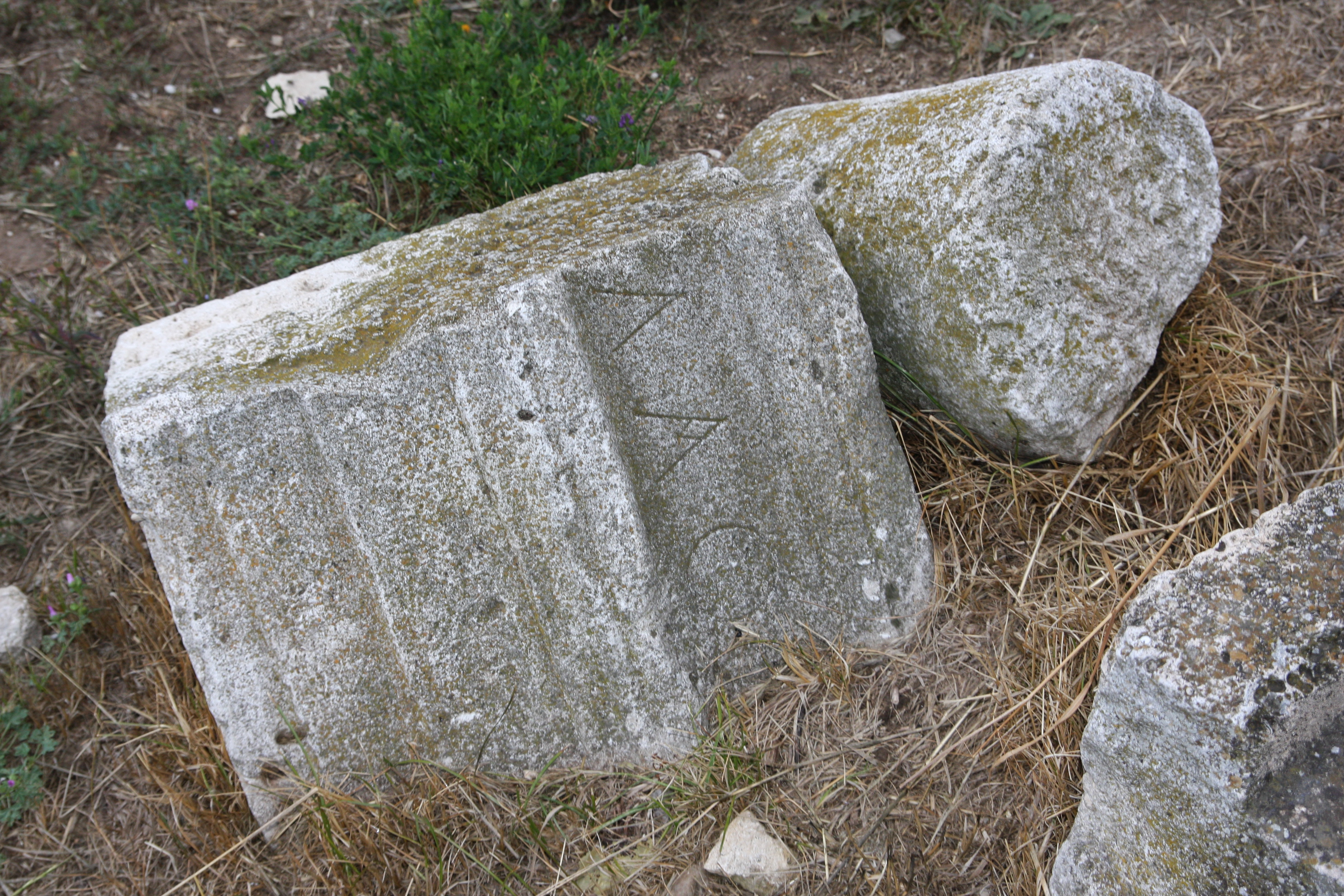
Руины Галатиса

Около 200 г. до н. э. в другом декрете из Истра упоминается царь гетов Ремакс, который правил то ли в Мунтении, то ли на юге Молдавии, будучи, по утверждению некоторых историков, «наследником» царя Дромихета. Как и Дромихет, Ремакс назван в упомянутом источнике basileus, что говорит о нём как о важной персоне. Могущество Ремакса и его военная сила вынудили жителей Истра просить у него защиты от периодических набегов фракийцев под предводительством некого Золта. Подобная система протектората, установленная местными властителями, сохранялась и в последующие века, на что указывает декрет в честь Акорниона из Дионисополя, датируемый I в. до н. э.

### Культура и общество гетов во фракийском окружении (V—III вв. до н. э.)

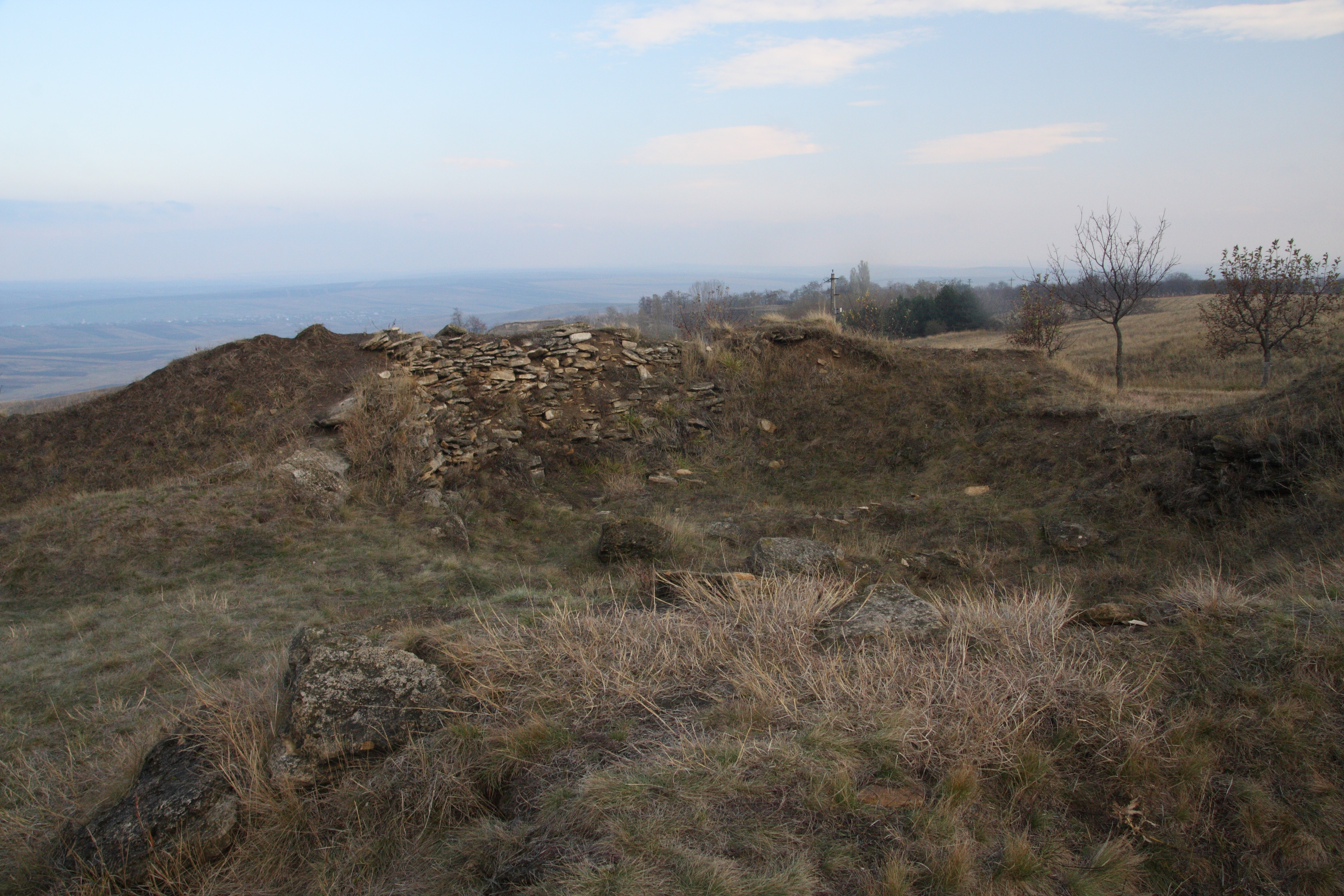
Останки тумулуса 4-го в. до н. э. (коммуна Кукутени)

Благодаря греческому влиянию, либо прямому, либо через южных фракийцев (главным образом через одрисов), в быту и общественной жизни нижнедунайских гетов произошли значительные изменения. Начиная со второй половины V в. до н. э. эти народы вступают в новую стадию развития, которую археологи считают второй ступенью эпохи железа. Однако не все области, о которых идёт речь, сделали этот шаг одновременно. Закарпатские области, поддерживавшие более тесные связи с классической цивилизацией, ощутили влияние южных соседей раньше. Межкарпатский регион стал развиваться в этом направлении лишь с приходом (во второй половине IV в. до н. э.) кельтов, принесших с собой культурную модель, схожую с центральной и западноевропейской и известную под названием латенской культуры. Поздний железный век характеризуется расцветом железной металлургии и широким использованием гончарного круга при изготовлении керамических изделий.

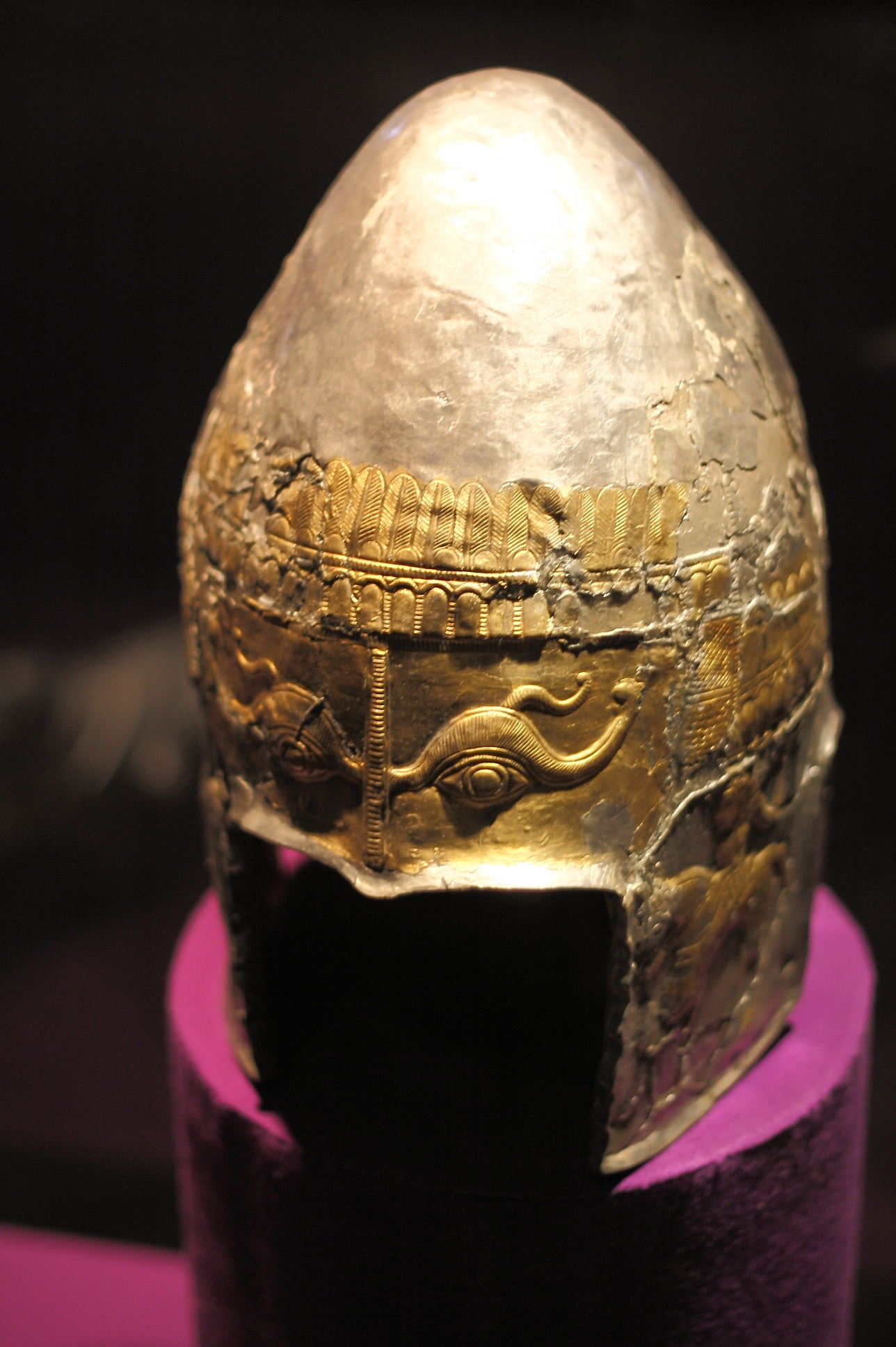
Шлем из позолоченного серебра гетского вождя 4-го в. до н. э., раскопанный в Аджигиоле

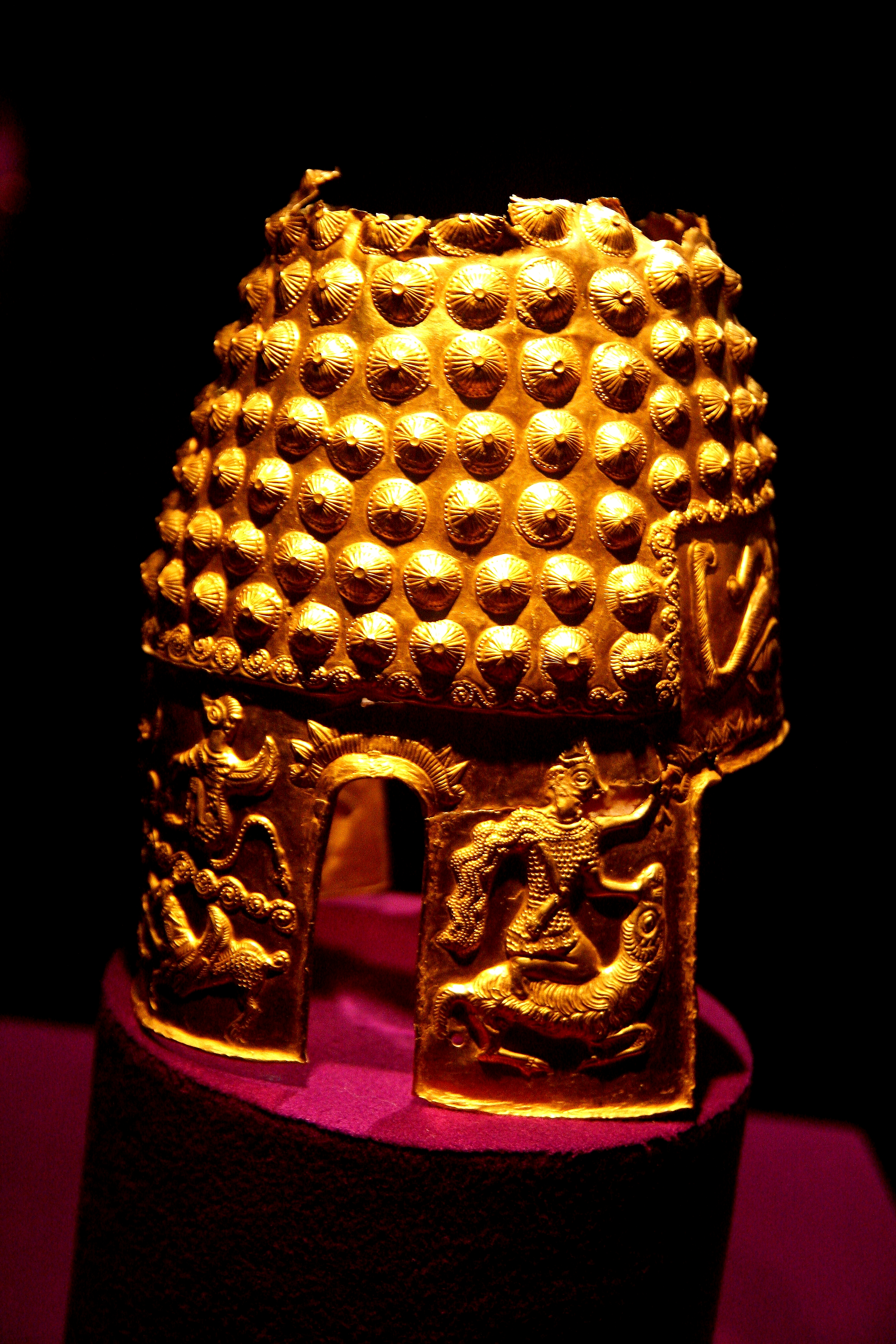
Золотой шлем гетского вождя 4-го в. до н. э., раскопанный в Котофенешти

Укреплённые поселения, занимавшие площадь от десятков (как и в период раннего железного века) до всего лишь нескольких гектаров, были обнаружены во Фракии, в области между Дунаем и Карпатами, и к востоку от этих гор, вплоть до Северного Причерноморья. В Межкарпатье они появляются пока лишь на территории Марамуреша, где не было кельтов, а местные дакийские общества развивались подобно родственным им племенам, жившим по нижнему течению Дуная. Внешний вид укреплённых поселений варьировал в зависимости от степени их удалённости от южных греческих городов. Если о фракийском Севтополе (в Болгарии) можно говорить как о «греческом городе» (благодаря четкому плану и постройкам из камня), то крупные укреплённые пункты к северу от Дуная (Стынчешти, Котнари, Мошна и др.) сохраняют традиционный вид: внутренние дворы, окружённые земляными валами и деревянными стенами (изредка каменными с деревянной арматурой). И всё-таки даже к северу от Дуная был построен ряд укреплений греческого типа, вероятно с участием греческих архитекторов. Примером могут служить кирпичные стены в Коцофени-дин-Дос и Быздыне в Олтении.
Фракийское искусство в V в. до н. э. и особенно в IV—III вв. до н. э. отличается богатейшей иконографией. Изображения появляются главным образом на изделиях из металла, обычно из золота и серебра (сосуды, великолепно украшенное оружие, накладные украшения, детали конной упряжи и т. д.). Иногда их находят и на стенах погребальных помещений. Наиболее часто встречающиеся изображения — всадники, как правило в сценах охоты, мужские и женские фигуры в сценах битв и жертвоприношений, крылатые женские божества, схватки между животными, фантастические животные, мифологические герои (например, изображения Геракла) и многое другое. Хотя для довольно обширной зоны, простиравшейся от Молдавии, Мунтении и Олтении до Эгейского моря, характерно определённое единообразие изображений, имеются области, где отмечен целый ряд специфических элементов. Речь идёт об искусстве гетов и трибаллов, оставивших много своеобразных изделий и изображений, встречающихся лишь к северу от Балкан (например, серебряные кубки и шлемы, найденные в таких местах, как Аджигиол, Перету, Кукутени-Бэй-чени и других местах).
Рождение фракийского изобразительного искусства связано со становлением в середине V в. Одрисского царства. В последующие века, особенно после падения власти одрисов, произведения фракийцев распространяются на обширных территориях. В этих изображениях отразились структурные изменения во фракийских сообществах. Общая мифология фракийских племен быстро трансформировалась в идеологическую доктрину, назначение которой состояло в легитимации царской власти. Формирующаяся трёхфункциональная идеологическая система Фракии, несомненно, похожа на системы других индоевропейских народов. С другой стороны, многочисленные изображения всадников говорят о существовании обычая выдвижения и инвеституры фракийских правителей. В ряде сцен мы можем видеть их героизацию. Почитание героев было тесно связано и с обрядом их погребения; именно этим объясняется большое число курганов с погребальными помещениями.
Все эти памятники начинают исчезать в середине и второй половине III в. до н. э., что говорит о процессе разложения северобалканской фракийской знати, обусловленном как внутренними изменениями в обществе, так и проникновением в некоторые области чужеземных народов, среди которых были кельты и бастарны.

## Кельты и бастарны

### Кельты в Трансильвании (IV—II вв. до н. э.)

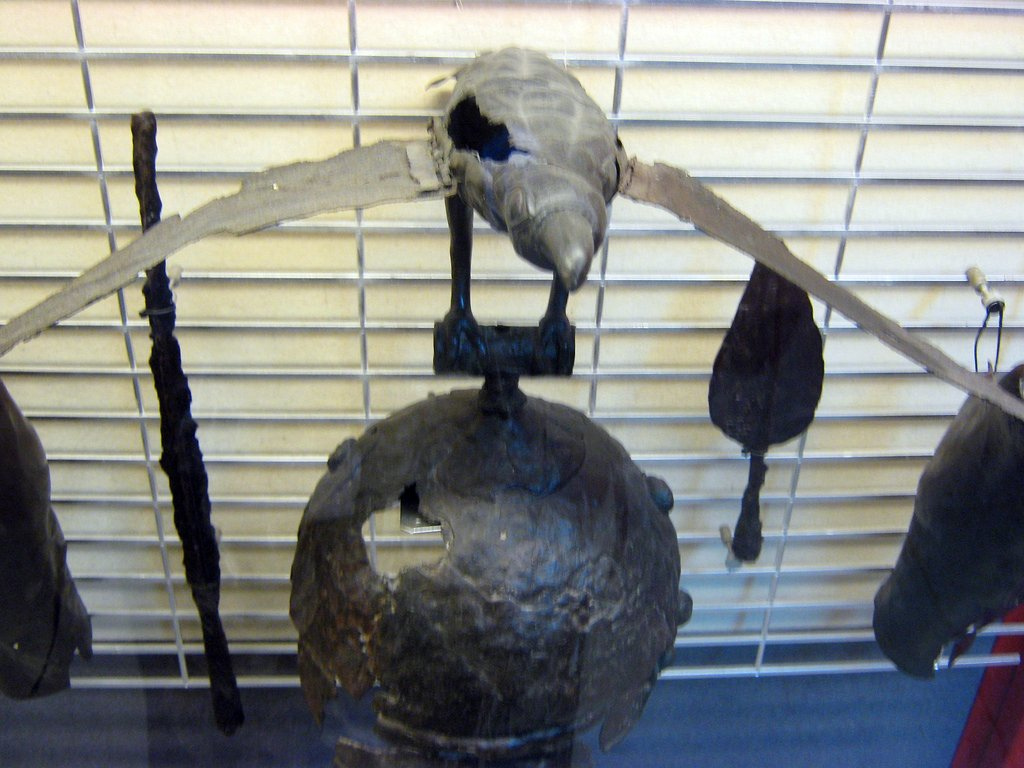
Бронзовый шлем из Чумешти нач. 3-го в. до н. э.

Данные археологических исследований говорят о том, что миграция кельтов на восток затронула долину Тисы и Трансильванское плато ещё в последней трети IV в. до н. э. Этим периодом датируется целый ряд археологических находок, иногда изолированных, но главным образом сделанных в кельтских могильниках. Среди мест, где были найдены предметы культуры кельтов, можно назвать Турду, Медию, Хацег, Печику, окрестности городов Арад и Орадя. Но наиболее важным местом исследований стал некрополь в Пицколте с огромным числом могил, хронологически относящихся ко всему периоду проживания кельтов в этой местности.
Первые группы кельтов проникают сюда около 335 г. до н. э. Во время похода Александра Великого на Дунай (о чём говорилось выше) среди послов, представших перед македонским царем, были и послы «кельтов с Ионического залива». Их присутствие в районе Тисы, вблизи театра военных действий трибаллов и македонян, говорит о том, что некоторые группы кельтов-сенонов, живших в начале IV в. на Апеннинском полуострове, в районе Анконы (в ту пору единственное кельтское племя на Ионическом море), к тому времени уже мигрировали на восток. Некоторые археологические находки, такие, как кельто-италийский шлем, найденный в Хацеге (его точные аналоги обнаружены в италийских некрополях), вполне могут подтвердить этот факт. Другие находки, сделанные в Трансильвании, позволяют утверждать, что в эту миграцию были вовлечены и племена из альпийской зоны.
Однако массовая кельтская колонизация долины Тисы и Трансильванского плато происходит лишь во второй четверти III в. до н. э., во время вторжения кельтов на Балканы. Через год после смерти Лисимаха (281 г. до н. э.) три кельтские орды, состоявшие главным образом из кельтов, живших в Карпатское регионе, пришли в движение: первая, под предводительством Керетрия, напала на Фракию, вторая, возглавлявшаяся Бренном и Ацикорием, направилась к Дардании и Пеонии, а затем к Дельфам, а третья, руководимая
Болгием, напала на Македонию и обратила в бегство войска гетов и трибаллов (в районе Железных Ворот), о чём рассказывает Помпей Трог. В последующие годы, после отражения нападения, часть кельтов проникла в Малую Азию. Некоторые из них поселились на юго-востоке Фракии, основав «Тилисское царство, другие осели в районе слияния Савы с Дунаем и предпочли называться скордисками», тогда как третьи вернулись на родину тем же путём, каким пришли. Подобное перемещение народов, а также возвращение некоторых групп воинов в район Карпат способствовали значительному расширению кельтских владений. В конце латенского периода (около 175 г. до н. э. или немного позже) поселения и некрополи кельтов в Трансильвании неожиданно исчезают. Это объясняется целым рядом исторических фактов, оказавших влияние на последующую эволюцию территорий, населённых даками и гетами.

### Бастарны к востоку от Карпат
Первые группы бастарнов осели на территориях к востоку от Карпат (в центральной части территории Молдавии, к востоку от реки Сирет и особенно в бассейнах рек Прут и Днестр) около 200 г. до н. э. Вскоре после занятия этих областей бастарнами они были приглашены на службу к царю Македонии Филиппу V, и в 179 г. до н. э. «их большое пешее и конное войско перешло Истр». Бастарны находились на Балканах более десяти лет.
Некоторые античные авторы (Страбон, Плиний Старший, Тацит), а также данные археологии говорят о том, что бастарны являлись германцами. Археологи назвали их культуру «Поенешти-Лукашёвка». Археологические находки в зоне расселения бастарнов помогли понять механизм «колонизации» восточнокарпатской области, а также определить местности, откуда пришельцы родом. Таким образом удалось установить, что новая культура, возникшая на восточнокарпатских территориях, была результатом происходивших в течение двух веков миграций народов, родина которых — территории в Центральной Германии между Эльбой и Одером. В это переселение было вовлечено также население Ютландии, датских островов и территории нынешней Польши.
Поселения бастарнов были сельского типа. Кроме характерных для культуры Поенешти-Лукашёвка керамических изделий, найденных во время раскопок поселений в ряде местностей (Боросешти, Ботошана, Бэичени, Кукорэни, Лозна и др.), были обнаружены фрагменты керамических изделий, принадлежавших гетам и кельтам, что говорит о связях между этими этносами. Закат культуры Поенешти-Лукашёвка датируется последней третью I в. до н. э., что, возможно, объясняется безуспешной попыткой миграции бастарнов под предводительством царя Делдо на земли к югу от Дуная в 29 — 28 гг. до н. э., когда они были разбиты Марком Лицинием Крассом. Сведения о событиях последующих веков вполне могут относиться не к бастарнам, а к другим германским племенам, проникшим на территории к востоку от Карпат в первые века нашей эры.

## Дакия

### Дакийское царство

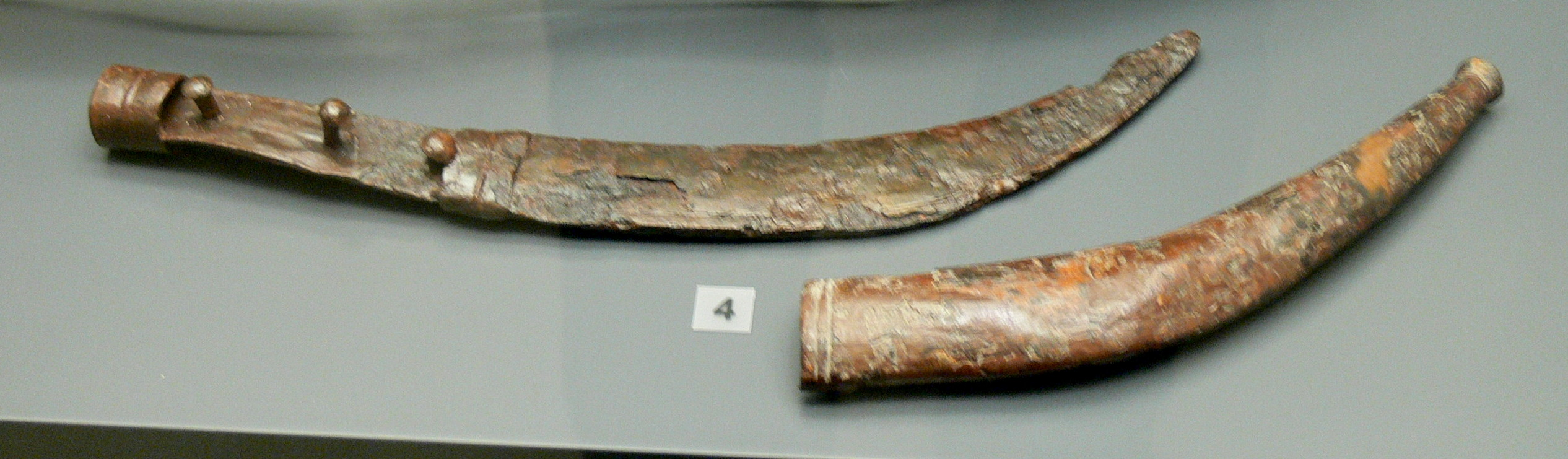
Железная сика (или кинжал) и её Ножны 1-го в. до н. э., раскопанные в Куджире (жудец Алба, Румыния)

Дакийское царство возникло на территории Дакии (современная Румыния) в результате объединения гето-дакийских племен.
Дакийское царство как независимое государство существовало с 82 г. до н. э. до римского завоевания в 106 году н. э., хоть и его территория постоянно изменялась. Столица Дакийского царства, Сармизегетуза, которая сегодня расположена на территории современной Румынии, была разрушена римлянами, но её имя было добавлено к имени нового города Ульпия Траяна Сармизегетуза, который был построен уже в качестве столицы римской провинции Дакия.

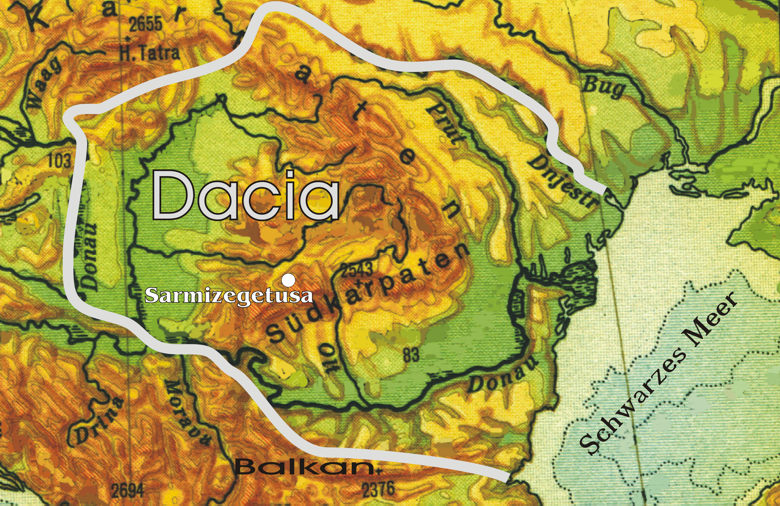
Дакийское царство в последние годы правления Буребисты

Некоторое время Дакийское царство включало в себя территории между Тисой и Средним Дунаем. В середине Дакии были расположены Карпатские горы. Таким образом, Дакия занимала территорию современных Румынии и Молдавии, а также частично Болгарии, Сербии, Венгрии и Украины.

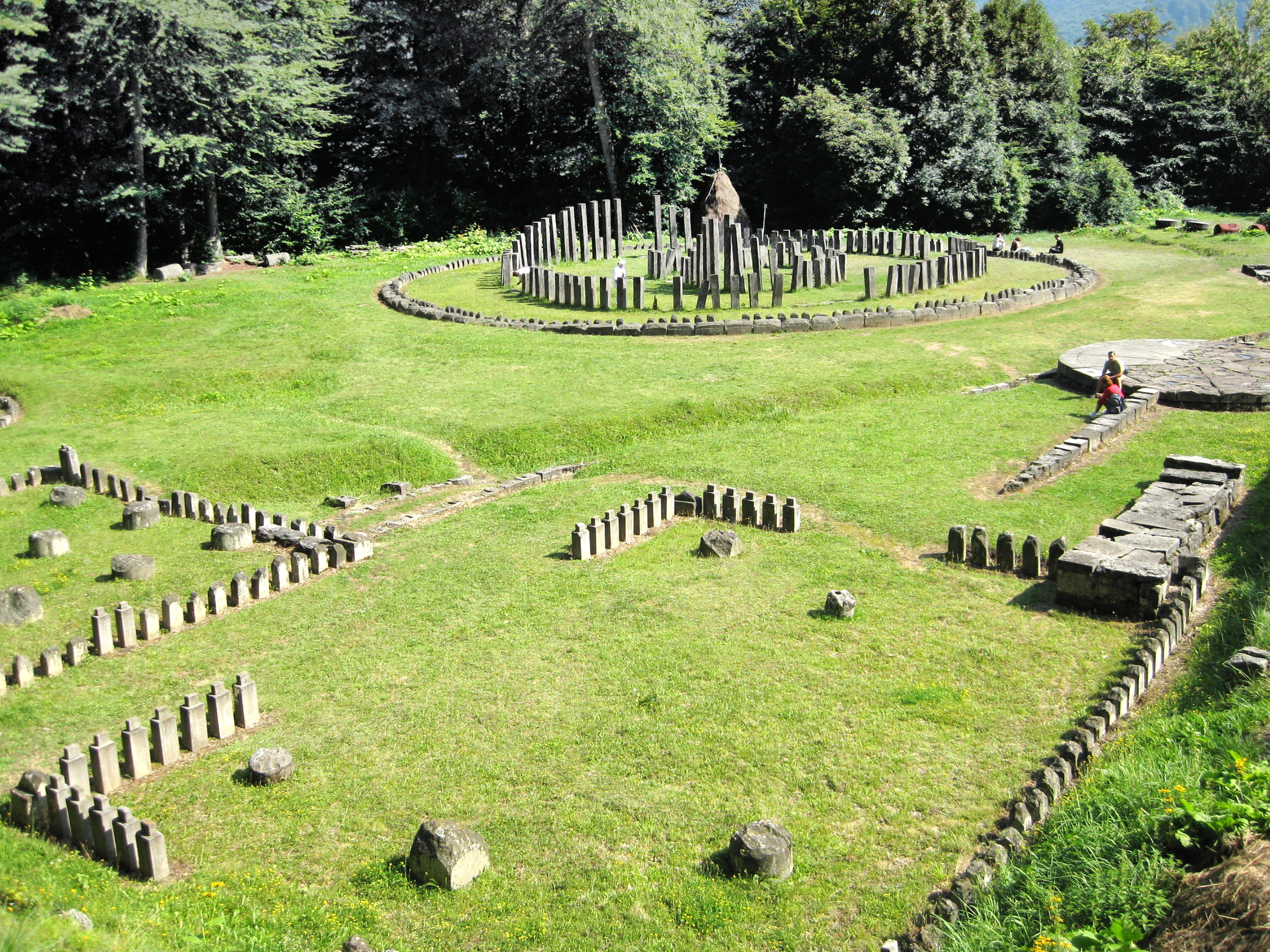
Руины Сармизегетузы, столицы Децебала

Обитатели этой страны, даки, причислялись к фракийско-гетскому племени и имели индоевропейское происхождение. Частыми набегами в область римлян (особенно под предводительством Децебала при императоре Домициане) они заставили, в конце концов, Траяна прибегнуть к истребительной войне. В двух походах (101—102 и 105—107 н. э.) даки были разбиты; их главный город, Сармизегетуза, был взят; большая часть страны превращена в римскую провинцию, так называемую Римскую Дакию со значительным количеством римских колоний.

### Римская Дакия

Римские провинции во 2-м в. н. э. в областях, на территории которых сформировалась Румыния

Римская Дакия процветала в конце II — начале III века н. э. и приобрела особенное значение благодаря золотым приискам в горах Трансильвании. Тем не менее, свободные нероманизированные даки удержались по периферии области (в восточных, северных и западных частях региона). С середины III столетия н. э. Дакию наводнили готы. Император Аврелиан в 271 эвакуировал римских колонистов на правый берег Дуная в средние части провинции Мёзии, где вскоре была образована провинция Дакия Аврелиана (лат. Dacia Aureliana); император Диоклетиан в 285 году из Дакии Аврелианы образовал две новые провинции: Dacia ripensis («Прибрежная Дакия») и Dacia mediterranea («Дакия Внутренняя»).
Несмотря на уход римских войск и упадок городов, довольно многочисленное романоязычное население (около 1 млн чел, но это лишь предположение, которое не подтверждается никакими письменными источниками поздней античности и средневековья), по-видимому, сохранилось и к северу от Дуная (это также лишь предположение, которое не подтверждается никакими письменными источниками поздней античности и средневековья). В последнее время ведутся оживлённые споры о происхождении теперешних румын, предки которых — валахи, как предполагают некоторые историки, являются потомками неких романизованных даков, о которых, впрочем, ничего не сообщают древние источники. В VI—X веках романоязычные валахи интенсивно контактировали со славянскими племенами на Балканах.

### Сарматы

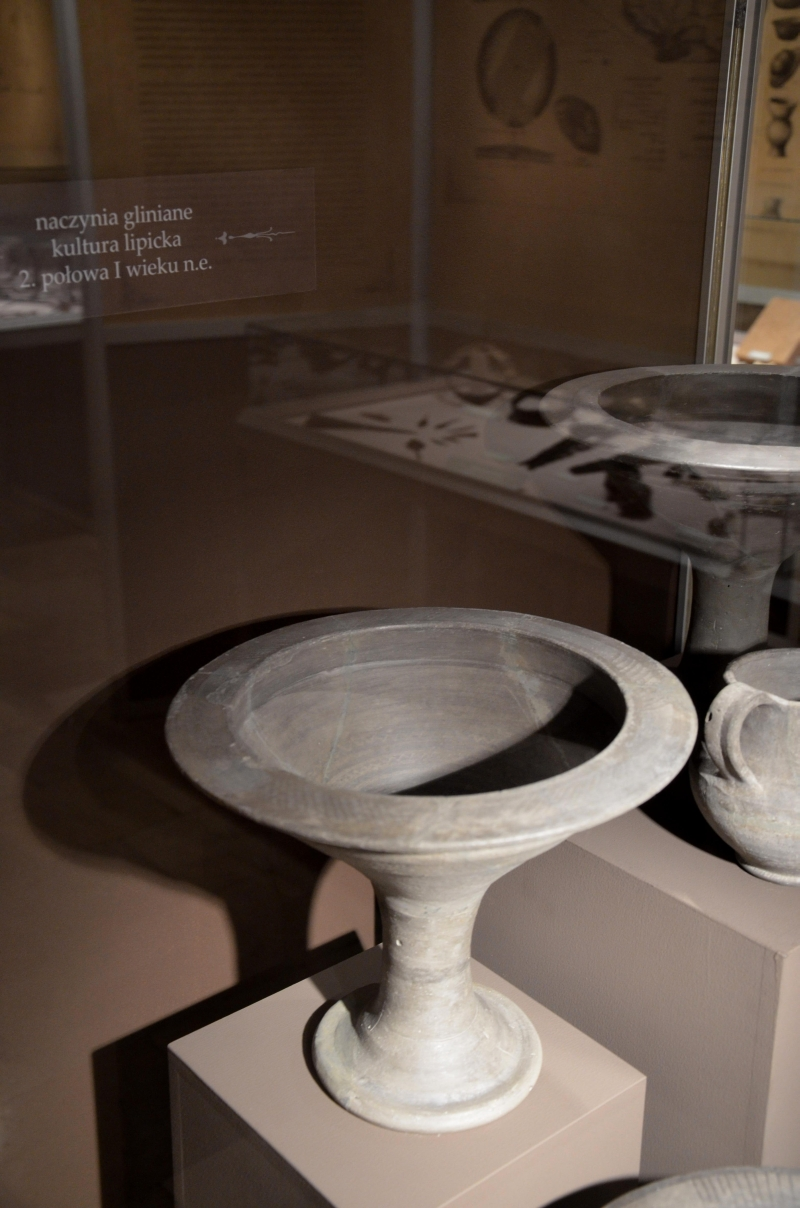
«Липицкая» керамика II-го в. (Краковский археологический музей)

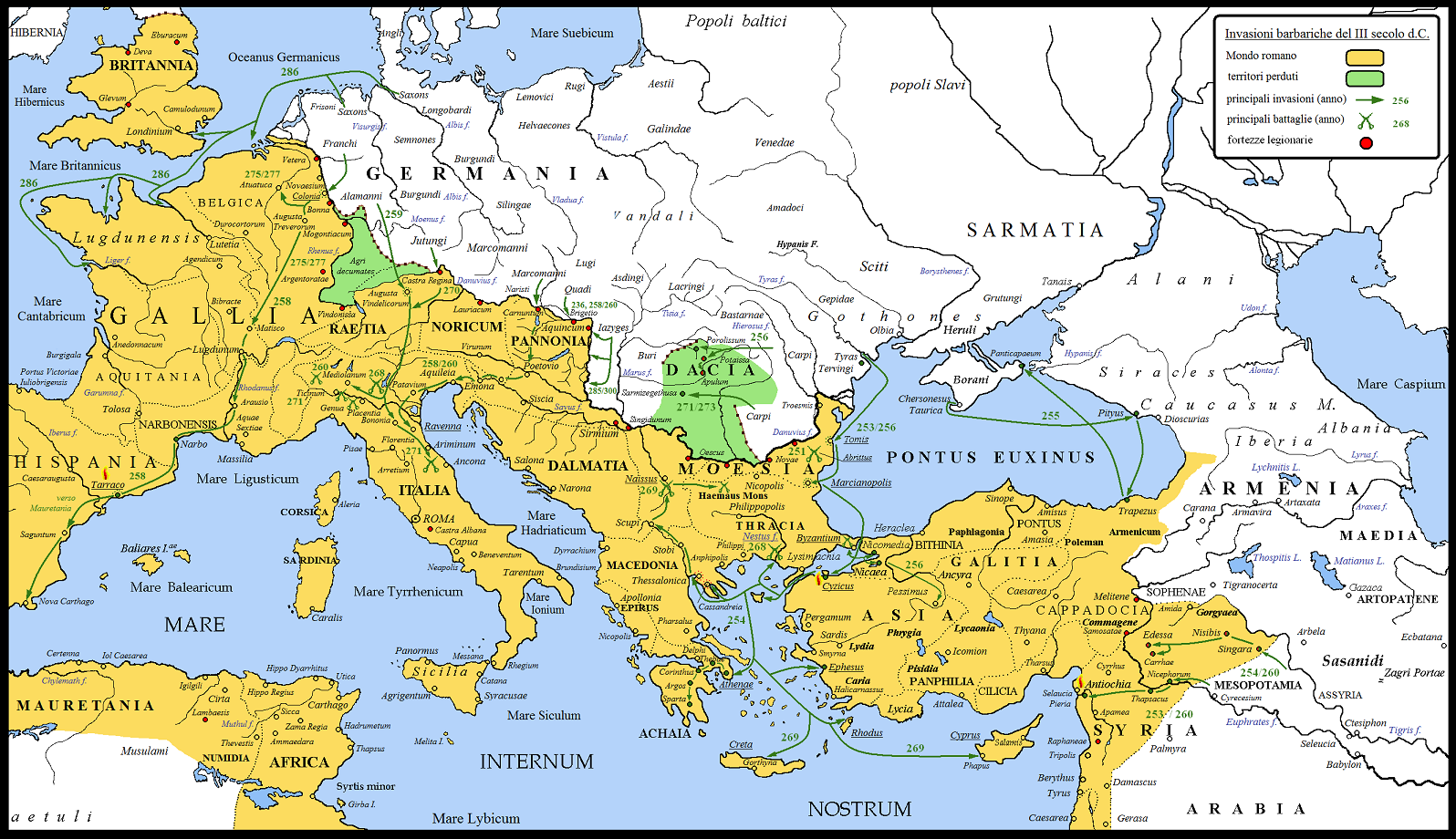
«Варварские» вторжения в Римскую империю в III-м в.

### Первоисточники
- Aristotle: Problems, Books 1-19 (Edited and Translated by Robert Mayhew) (2011). President and Fellows of Harvard College. ISBN 978-0-674-99655-7.
- Eutropius: Breviarium (Translated with and introduction and commentary by H. W. Bird) (1993). Liverpool University Press. ISBN 0-85323-208-3.
- Herodotus: The Histories (A new translation by Robin Waterfield) (1998). Oxford. В последующие годы, после отражения нападения, часть кельтов проникла в Малую Азию. Некоторые из них поселились на юго-востоке Фракии, основав «Тилисское царство, другие осели в районе слияния Савы с Дунаем и предпочли называться скордисками» University Press. ISBN 978-0-19-953566-8.
- Livy: Rome and the Mediterranean (Translated by Henry Bettenson with an Introduction by A. H. McDonald) (1976). Penguin Books. ISBN 0-14-044318-5.
- «Ovid: Tristia» In Ovid: The Poems of Exile — Tristia and the Black Sea Letters (Translated with an Introduction by Peter Green) (2005), pp. 1-106. University of California Press. ISBN 0-520-24260-2.
- «The Anabasis by Arrian». In Arrian: Alexander the Great — The Anabasis and the Indica (A new translation by Martin Hammond) (2013), pp. 1-225. Oxford University Press. ISBN 978-0-19-958724-7.
- The Gothic History of Jordanes (in English Version with an Introduction and a Commentary by Charles Christopher Mierow, Ph.D., Instructor in Classics in Princeton University) (2006). Evolution Publishing. ISBN 1-889758-77-9.
- The History of the Peloponnesian War by Thucydides (2013). CreateSpace Independent Publishing Platform. ISBN 978-1-4664-3039-6.
- The Politics of Aristotle (Translated, with Introduction, Analysis and Notes by Peter L. Phillips Simpson) (1997). The University of North Carolina Press. ISBN 0-8078-2327-9.

### Исследования
- История Румынии / И. Болован, И.-А. Поп (координаторы) и др. / Пер. с рум. — М.: Издательство «Весь мир», 2005. — 680 с. — (Национальная история)
- Bichir, Gh. The Archaeology and History of the Carpi from the Second to the Fourth Century AD (BAR Supllementary Series 16(i)) (англ.). — Gh. Bichir and Editura Academiei Republicii Socialiste România, 1976. — ISBN 0-904531-55-4.
- Bolovan, Ioan; Constantiniu, Florin; Michelson, Paul E.; Pop, Ioan Aurel; Popa, Cristian; Popa, Marcel; Scurtu, Ioan; Treptow, Kurt W.; Vultur, Marcela; Watts, Larry L. A History of Romania (неопр.). — The Center for Romanian Studies, 1997. — ISBN 973-98091-0-3.
- Cunliffe, Barry. Iron Age Societies in Western Europe and Beyond, 800–140 BC // The Oxford Illustrated History of Prehistoric Europe (англ.) / Cunliffe, Barry. — Oxford University Press, 1994. — P. 336—372. — ISBN 978-0-19-285441-4.
- Georgescu, Vlad. The Romanians: A History (неопр.). — Ohio State University Press[англ.], 1991. — ISBN 0-8142-0511-9.
- Harding, Anthony. Reformation in Barbarian Europe, 1300–600 BC // The Oxford Illustrated History of Prehistoric Europe (англ.) / Cunliffe, Barry. — Oxford University Press, 1994. — P. 304—335. — ISBN 978-0-19-285441-4.
- Heather, Peter. Empires and Barbarians: The Fall of Rome and the Birth of Europe (англ.). — Oxford University Press, 2010. — ISBN 978-0-19-973560-0.
- MacKendrick, Paul. The Dacian Stones Speak (неопр.). — The University of North Carolina Press[англ.]*, 1975. — ISBN 0-8078-1226-9.
- Oltean, Ioana A. Dacia: Landscape, Colonisation and Romanization (англ.). — Routledge, 2007. — ISBN 978-0-415-41252-0.
- Opreanu, Coriolan Horaţiu. The North-Danube Regions from the Roman Province of Dacia to the Emergence of the Romanian Language (2nd–8th Centuries AD) // History of Romania: Compendium (неопр.) / Pop, Ioan-Aurel; Bolovan, Ioan. — Romanian Cultural Institute (Center for Transylvanian Studies), 2005. — С. 59—132. — ISBN 978-973-7784-12-4.
- Rotea, Mihai. Prehistory // History of Romania: Compendium (неопр.) / Pop, Ioan-Aurel; Bolovan, Ioan. — Romanian Cultural Institute (Center for Transylvanian Studies), 2005. — С. 9—29. — ISBN 978-973-7784-12-4.
- Rustoiu, Aurel. Dacia before the Romans // History of Romania: Compendium (неопр.) / Pop, Ioan-Aurel; Bolovan, Ioan. — Romanian Cultural Institute (Center for Transylvanian Studies), 2005. — С. 31—58. — ISBN 978-973-7784-12-4.
- Taylor, Timothy. Thracians, Scythians, and Dacians, 800 BC–AD 300 // The Oxford Illustrated History of Prehistoric Europe (англ.) / Cunliffe, Barry. — Oxford University Press, 1994. — P. 373—410. — ISBN 978-0-19-285441-4.
- Todd, Malcolm. The Early Germans (неопр.). — Blackwell Publishing Ltd., 2003. — ISBN 0-631-16397-2.
- Treptow, Kurt W.; Popa, Marcel. Historical Dictionary of Romania (European Historical Dictionaries, No. 16.) (англ.). — The Scarecrow Press, Inc, 1996. — ISBN 0-8108-3179-1.
- Vékony, Gábor. The Prehistory of Dacia // History of Transylvania (неопр.) / Köpeczi, Béla; Barta, Gábor; Bóna, István; Makkai, László; Szász, Zoltán; Borus, Judit. — Akadémiai Kiadó[англ.], 1994. — С. 3—16. — ISBN 963-05-6703-2.
- Wolfram, Herwig. History of the Goths (Translated by Thomas J. Dunlap; New and completely revised from the second German edition) (англ.). — University of California Press, 1988. — ISBN 978-0-520-06983-1.